# Tilläggspension (allmän)
Tilläggspension, fram till 2003 allmän tilläggspension (ATP), är en pension i Sverige som utbetalas till den som har yrkesarbetat. 

## Historik
Folkpension infördes 1913 men pensionsbeloppet var lågt och många hade svårt att klara sig på pensionen. Tjänstemän hade högre betalt och tjänstemännens fackförbund hade överenskommit med arbetsgivare om en tilläggspension som betalades genom avdrag på lönen. Andra grupper hade inte på samma sätt möjlighet till tilläggspension.
En utredning 1955 föreslog ett system för allmän tjänstepension. Riksdagspartierna var oense om detta – de borgerliga ville att reformen skulle vara frivillig, medan Socialdemokraterna tillsammans med Sveriges Kommunistiska Parti ville ha ett obligatoriskt system.
Vid en folkomröstning 1957 fick den linje som förespråkade ett obligatoriskt system flest röster. I Sveriges riksdag kunde Socialdemokraterna inte driva igenom sitt förslag eftersom de politiska blocken hade lika många ledamöter. Men när Sveriges regering ändå lade fram propositionen lade den folkpartistiske riksdagsmannen Ture Königson 1958 ned sin röst, och den svenska regeringens proposition gick därför igenom.
ATP-systemet trädde i kraft den 1 januari 1960 och de första ATP-utbetalningarna skedde 1963.
1994 fattade riksdagen beslut om en reformering av pensionssystemet eftersom man ansåg att det var för kostsamt med ett förmånsbaserat system. Vänsterpartiet var det enda partiet i riksdagen som motsatte sig förändringen. I det nya systemet grundar sig pensionen delvis på livsinkomsten och delvis på inbetalda premier.
Tilläggspension hette tidigare allmän tilläggspension (ATP), men bytte 2003 namn till enbart "tilläggspension".